# Тресковы
Тре́сков (или фон Тре́сков, нем. von Tresckow, von Treskow) — немецкие дворянские роды, связанные общим происхождением. 

## История

### Родовые дворяне фон Тресков
Род фон Тресков происходит, по всей вероятности, из саксонского местечка Бельгерн и уходит своими корнями в раннее Средневековье: есть указания на то, что уже в X веке его представители переселились на территорию будущего маркграфства Бранденбург. Упомянутый в 1172 году в документах императора Фридриха Барбароссы граф фон Дресска (нем. von Dresska), по-видимому, также принадлежал к этому роду. Равно как и Генрих Тресков (лат. Hinrico Treskowe, нем. Heinrich von Tresskow), о котором сообщает запись от 28 ноября 1336 года и который спустя 15 лет получает от маркграфа Людвига V во владение Ратенов. Официально генеалогическое дерево рода Тресков начинается с 1360 года с Германа Тресков (нем. Hermann Treskow), владельца поместьев в бранденбургских Буккове и Ратенове.

### Жалованные дворяне фон Тресков
Род жалованных дворян фон Тресков ведёт своё происхождение от Зигмунда Отто Йозефа (нем. Sigmund Otto Joseph), старшего сына каноника и тайного советника Альберта Сигизмунда Фридриха фон Тресков (нем. Albert Sigismund Friedrich von Treskow) и происходившей из крестьянской семьи Марии Элизабет Мангельсдорф (нем. Marie Elisabeth Mangelsdorf). Поскольку потомки таких внебрачных связей не могли напрямую наследовать дворянский титул, позднее они могли сами подавать прошение на получение такового, если обладали имуществом и доходом, которые позволяли вести образ жизни, соответствующий благородному сословию. Этой возможностью Зигмунд воспользовался, уже будучи успешным торговцем и одним из самых богатых берлинцев своего времени, причём чтобы подчеркнуть его происхождение, пожалованный фамильный герб лишь незначительными деталями отличался от существовавшего уже несколько столетий герба его предков по отцовской линии. 14 января 1797 года прошение было удовлетворено и стало точкой отсчёта для дворян фон Тресков: согласно последовавшему заключению германской императорской герольдии потомки родовых и жалованных дворян Тресков несмотря на их кровное родство относятся к двум самостоятельным родам, причём среди первых постепенно укоренилось правописание с дополнительным «c» (von Tresckow) в отличие от закрепившегося за последними варианта von Treskow.

## Родовые гербы
Герб родовых дворян фон Тресков представляет собою три чёрные повёрнутые направо утиные головы с золотыми шейными лентами на серебряном щите; на шлеме — утиная голова с тремя павлиньими перьями и чёрно-серебряным намётом. В гербе жалованных дворян фон Тресков утиные головы заменены на страусовые, а щит имеет золотую кайму.

## Отдельные представители рода

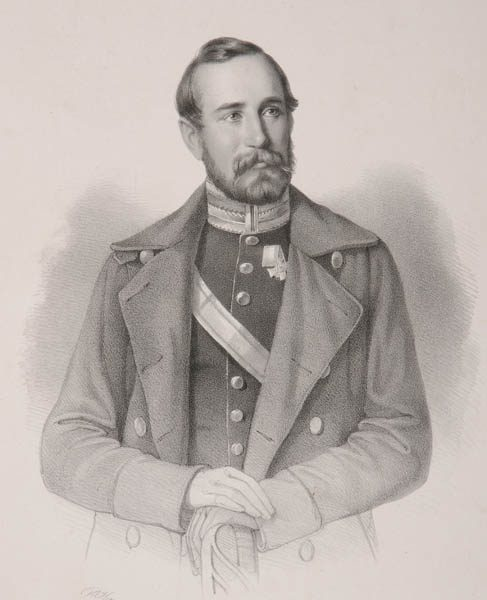
Герман фон Тресков (1818—1890)

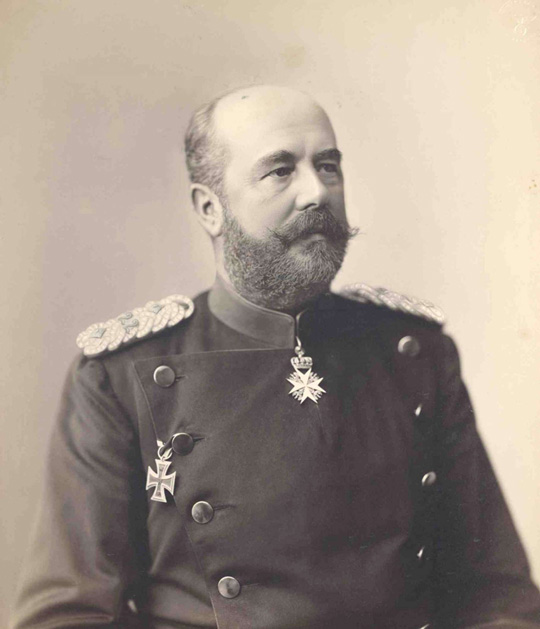
Эдуард фон Тресков

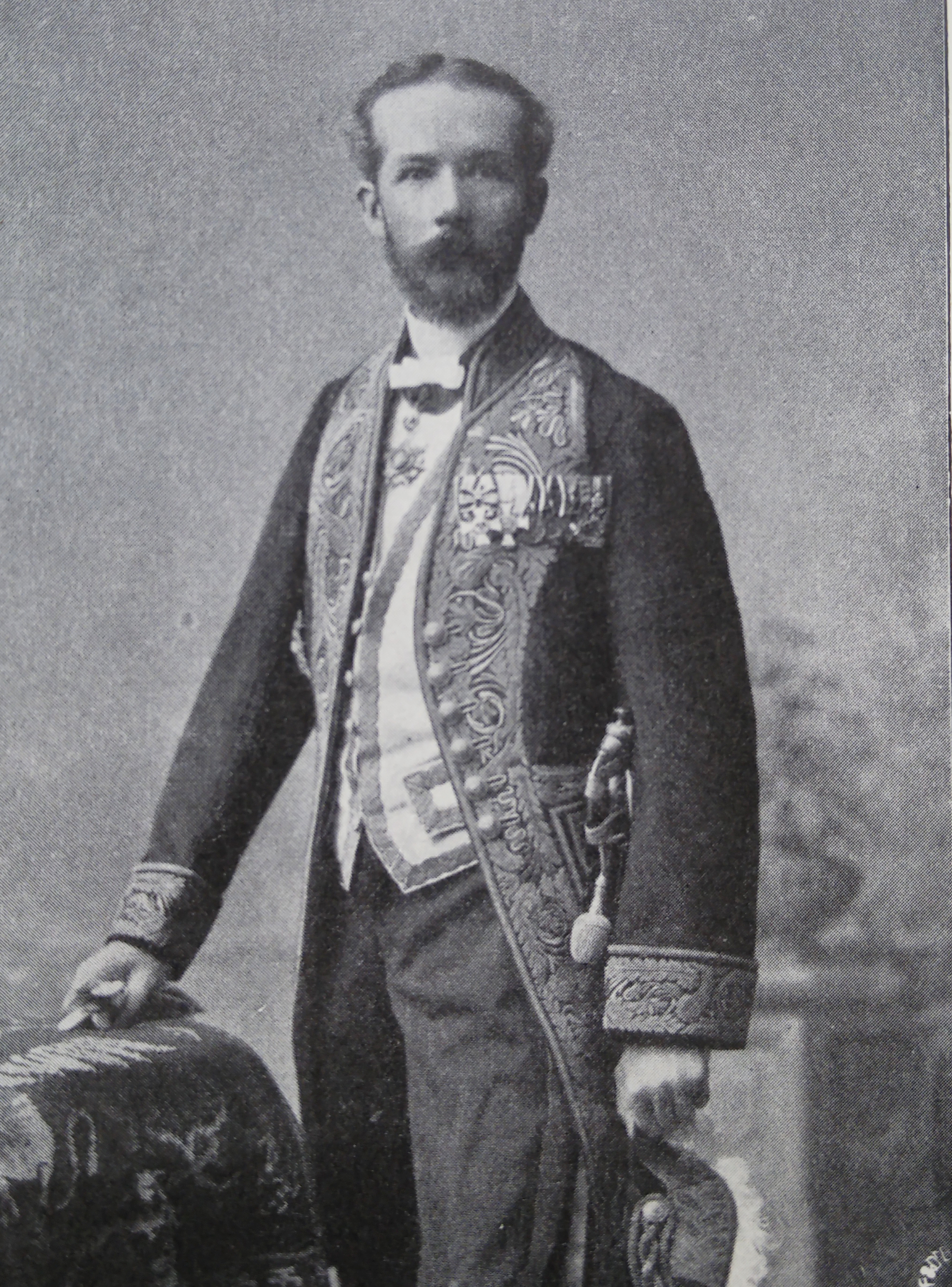
Эрнст фон Тресков

В выпущенных в начале XX века генеалогических книгах немецкой знати простое перечисление дворян фон Тресков занимает три десятка страниц. Этот род насчитывает, к примеру, двадцать одного прусского генерала, причём два полка даже носили их имена. Среди прочих достойны упоминания:
Родовые дворяне фон Тресков
- Адам Фридрих фон Тресков (нем. Adam Friedrich von Tresckow) (1667—1732) — фельдмаршал-лейтенант франконского имперского округа[9]
- Александр фон Тресков (нем. Alexander von Tresckow) (1764—1823) — прусский генерал-майор, кавалер ордена Pour le Mérite[10][11]
- Анна Доротея фон Тресков (нем. Anne Dorothea  von Treskow) (1603—после 1623) — с её именем связана записанная в одной из хроник легенда о «розе Шлагентина»: 20-летней девушкой она отдала своё сердце молодому пастору Рольфу Герхарду, спасшему её от двух напавших на неё волков. Уже был назначен день свадьбы, но священника убивают грабящие церковь солдаты Валленштейна, и девушка, не в силах забыть своего возлюбленного, раз за разом украшает его могилу свежими розами, пока в один из дней её, называемой теперь «Розочкой», не находят на могиле мёртвой — с букетом роз в руках[12].
- Август Вильгельм фон Тресков (нем. August Wilhelm von Treskow) (1720—1797) — фельдмаршал-лейтенант франконского имперского округа, обер-гофмаршал в Байройте[13]
- Вильгельм фон Тресков (нем. Wilhelm von Tresckow) (1788—1874) — прусский генерал-лейтенант[14]
- Ганс Отто фон Тресков (нем. Hans Otto von Treskow) (1692—1756) — прусский генерал-майор, командир пехотного полка № 8, комендант крепости Штеттин, прелат в Каммине[15][16]
- Ганс-Удо фон Тресков (нем. Hans-Udo von Tresckow) (1893—1955) — контр-адмирал кригсмарине[17]
- Герман фон Тресков (1818—1890) — германский генерал от инфантерии, командир 9-го армейского корпуса
- Герман фон Тресков (нем. Hermann von Tresckow) (1849—1933) — германский генерал от кавалерии, комендант Потсдама[18]
- Герд фон Тресков (нем. Gerd von Tresckow) (1889—1944) — подполковник вермахта, участник сопротивления нацистскому режиму, погиб в результате допроса[19]
- Иоахим Кристиан фон Тресков (нем. Joachim Christian von Tresckow) (1698—1762) — прусский генерал-лейтенант, командир пехотного полка № 32[20][21]
- Карл фон Тресков (нем. Carl von Tresckow) (1829—1889) — прусский генерал-лейтенант[20]
- Карл Петер фон Тресков (нем. Carl Peter von Tresckow) (1742—1811) — прусский генерал-майор, командир пехотного полка № 17[16][20]
- Маргарета фон Тресков (урождённая Крюзикке) (нем. Margareta von Treskow, Krüsicke) (около 1500—после 1548) — оставшись вдовствующей владелицей Буккова, ввела в нём реформированное богослужение[22]
- Отто Мельхиор фон Тресков (нем. Otto Melchior von Tresckow) (1696—1745) — камергер, управляющий ордена иоаннитов[23]
- Тило фон Тресков (нем. Thilo von Tresckow) (1850—1932) — германский генерал-лейтенант[24]
- Удо фон Тресков (1808—1885) — германский генерал от инфантерии
- Фридрих Генрих Фердинанд фон Тресков (нем. Friedrich Heinrich Ferdinand von Tresckow) (1752—1804) — обер-бургомистр Бреслау[25]
- Хеннинг фон Тресков (1901—1944) — генерал-майор вермахта, один из активных участников заговора против Гитлера
- Эрнст Кристиан Альберт фон Тресков (нем. Ernst Christian Albert von Tresckow) (1760—1831) — прусский генерал-лейтенант, инспектор ландвера[26]

Жалованные дворяне фон Тресков
- Барбара фон Тресков (нем. Barbara von Treskow) (1895—1972) — журналистка, редактор нескольких журналов, участница движения за права женщин[27]
- Генрих фон Тресков (нем. Heinrich von Treskow) (1840—1927) — прусский генерал-лейтенант, комендант Данцига[28]
- Зигмунд Отто Йозеф фон Тресков (нем. Sigmund Otto Joseph) (1756—1825) — крупный торговец, поставщик американской и французской армий, магдебургский каноник, основатель «нового» рода фон Тресков[29]
- Карл фон Тресков (нем. Carl von Treskow) (1787—1846) — реформатор и организатор сельскохозяйственного производства, оставил своим наследникам состояние в 1,1 млн талеров (для сравнения: годовой доход конюха составлял тогда 45 талеров)[30]
- Карл фон Тресков (нем. Carl von Treskow) (1819—1888) — политик, член рейхстагов Северогерманского союза и Германской империи[31]
- Марта фон Тресков (нем. Martha von Treskow) (1863—1930) — одна из первых женщин, начавшая водить автомобиль в Германии; также одной из первых — уже в 1906 году — получила штраф за нарушение правил: неуплату дорожной пошлины[32]
- Максимилиан фон Тресков (нем. Maximilian von Treskow) (1830—1909) — участник Прусско-датской и Германской войн, кавалер орденов Pour le Mérite и Леопольда[33]
- Сигизмунд фон Тресков (нем. Sigismund von Treskow) (1864—1945) — политик и предприниматель, ландрат Нидербарнима (нем. Niederbarnim), член палаты депутатов прусского ландтага[34]
- Франц фон Тресков (нем. Franz von Treskow) (1835—1910) — прусский генерал-майор, командир 4-й пехотной бригады[33]
- Эдуард фон Тресков (нем. Eduard von Treskow) (1837—1898) — прусский генерал-майор, командир пехотного полка № 3[35]
- Эрнст фон Тресков (нем. Ernst von Treskow) (1844—1915) — германский дипломат, посол в Чили и Аргентине, действительный тайный советник[36]
- Юлиус фон Тресков (нем. Julius von Treskow) (1818—1894) — политик, член Франкфуртского национального собрания, один из организаторов и сопредседателей германского «Собрания налоговых и хозяйственных реформаторов»[37]

Генеалогические линии фон Тресков продолжаются и в наши дни, а раз а два года представители обоих родов собираются на их совместные встречи.

## Фамильные владения

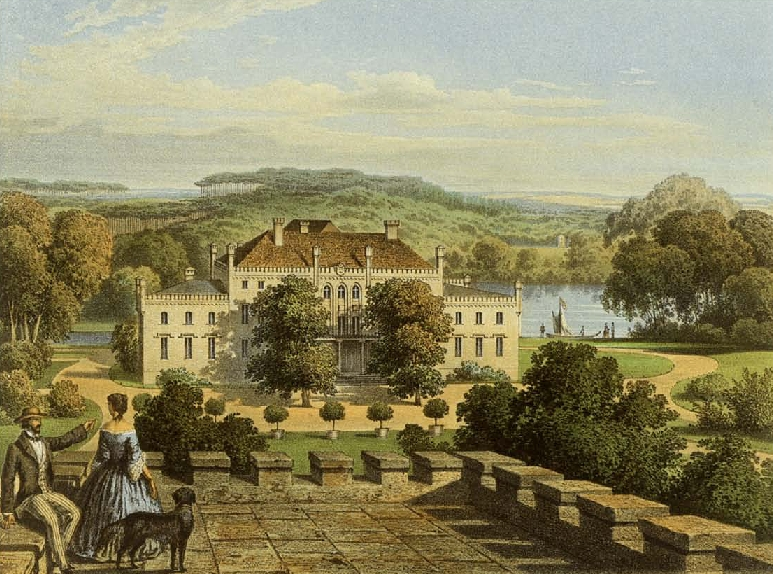
Дворец Дёльциг

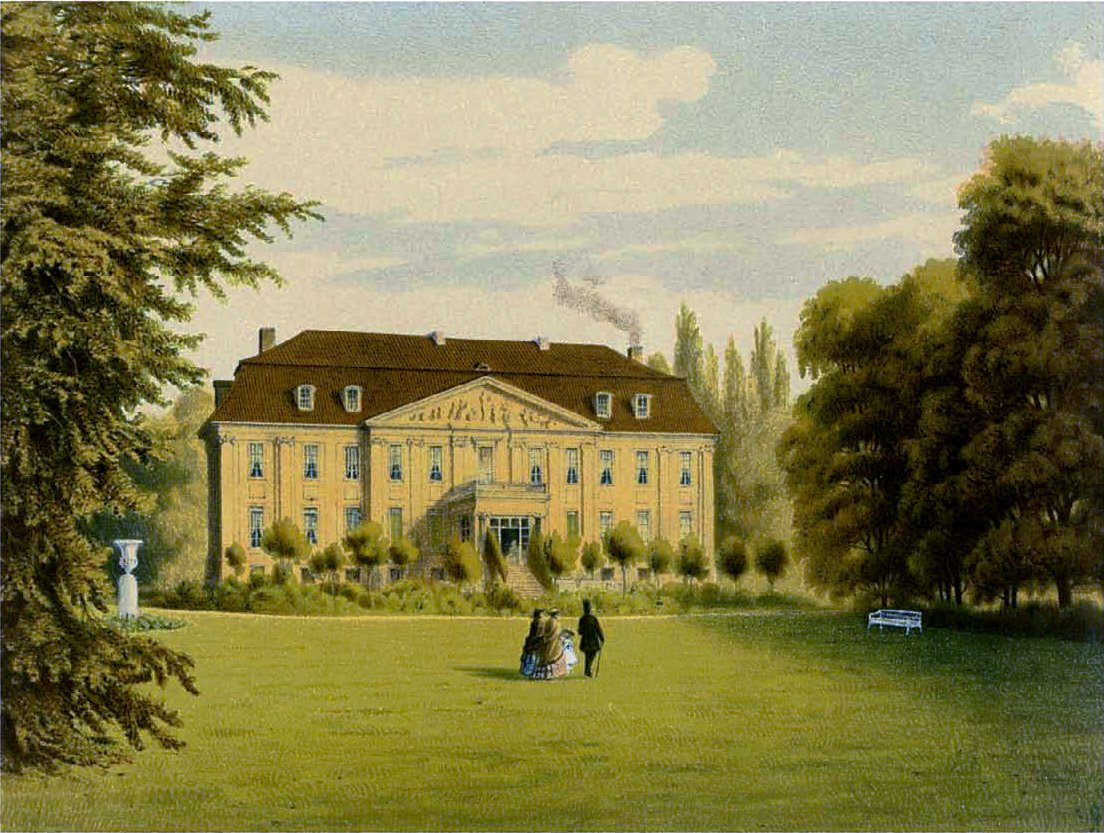
Дворец Фридрихсфельде

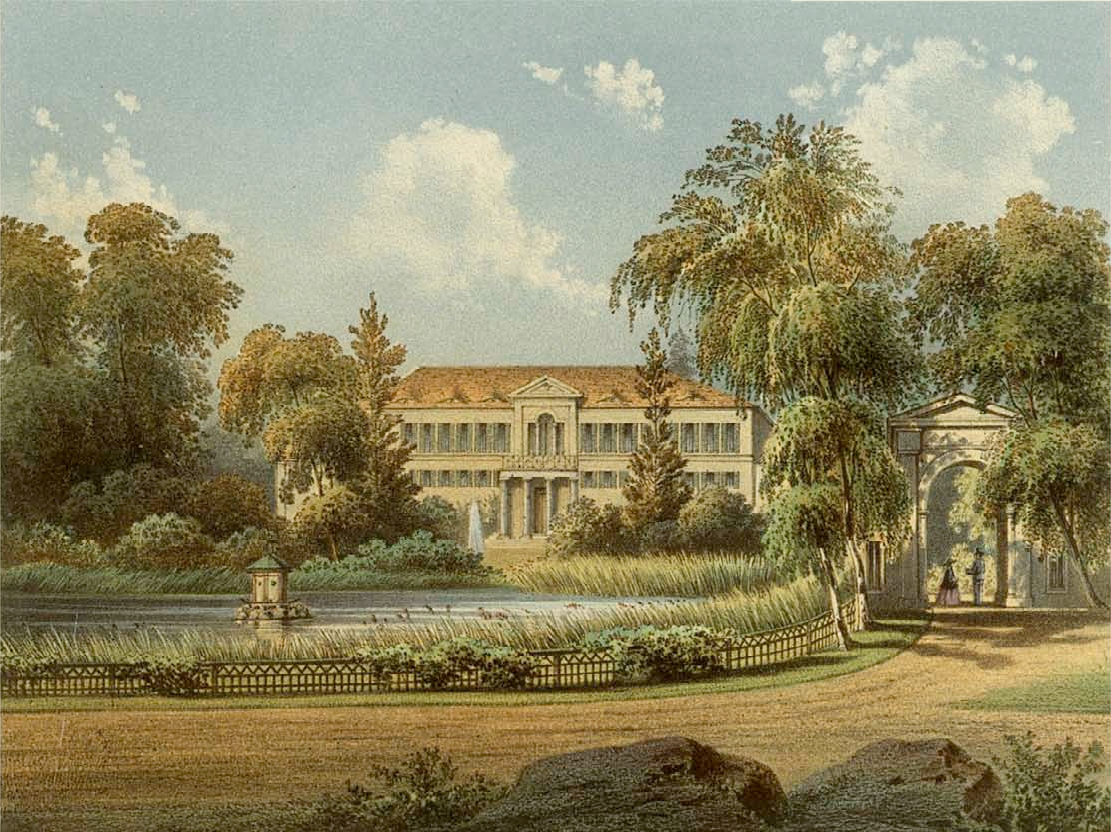
Дворец Овинск

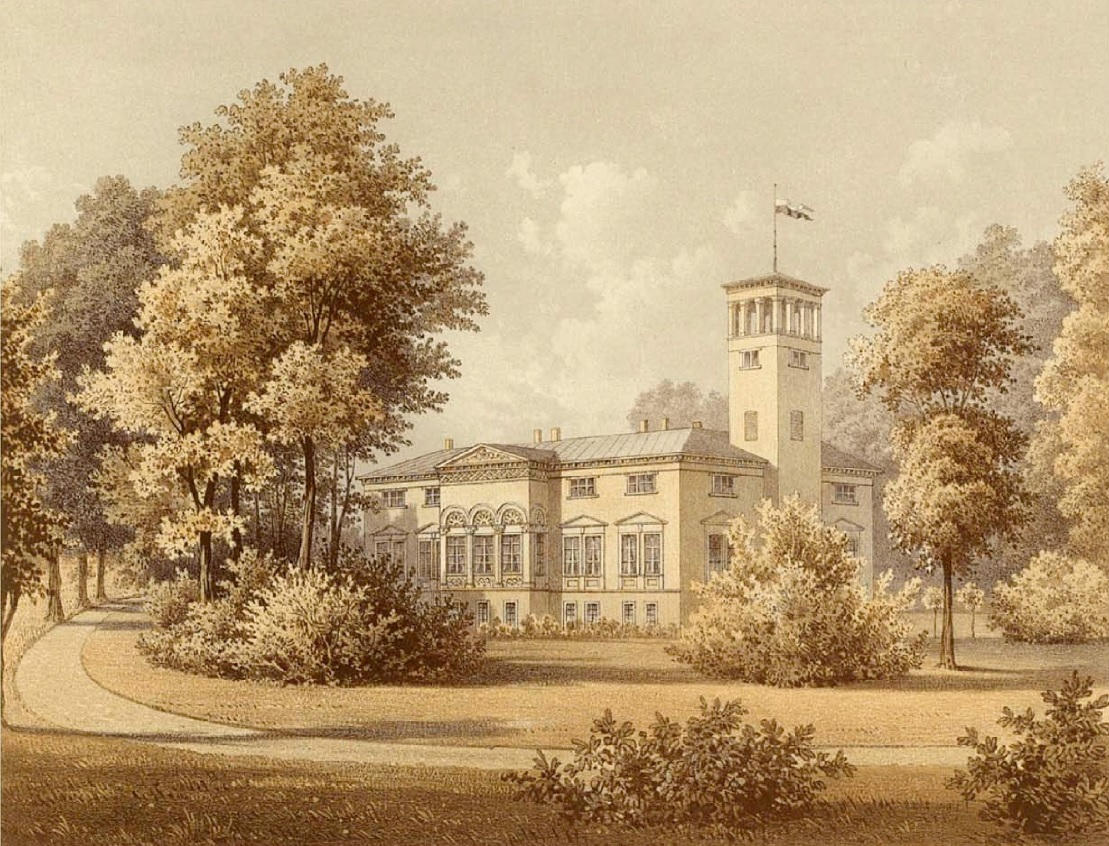
Усадьба Дальвиц

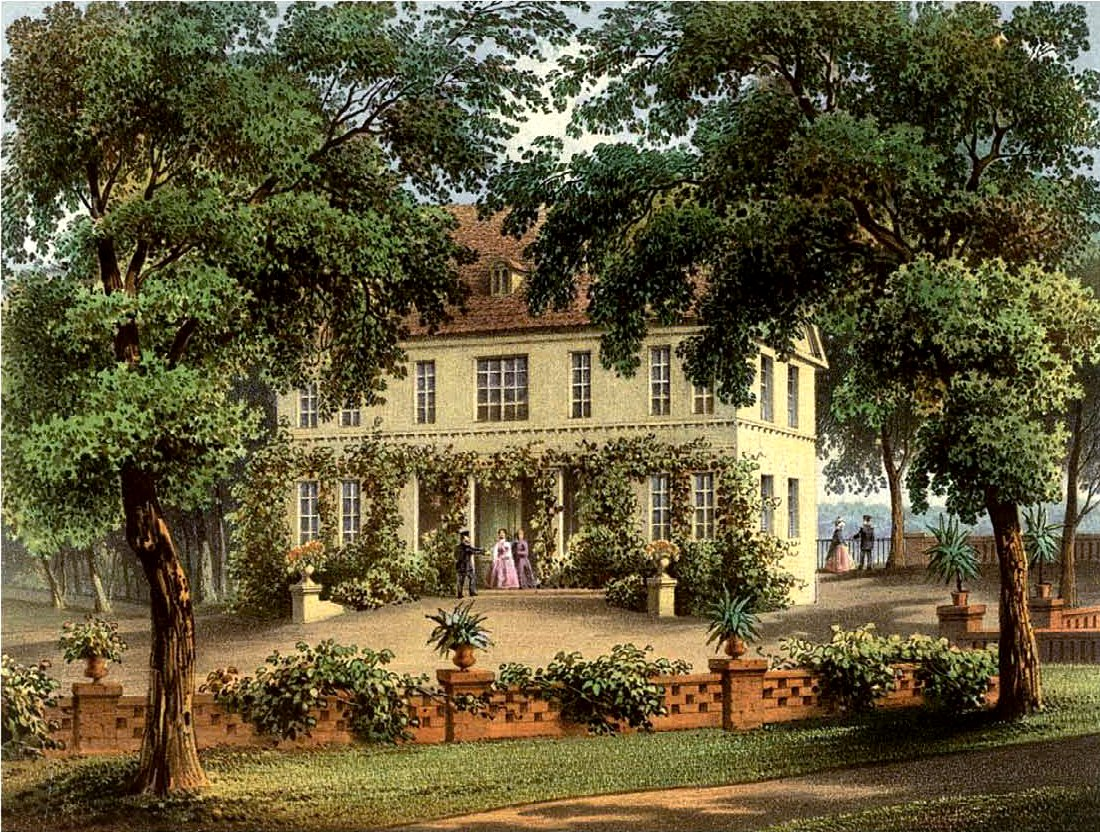
Усадьба Радоево

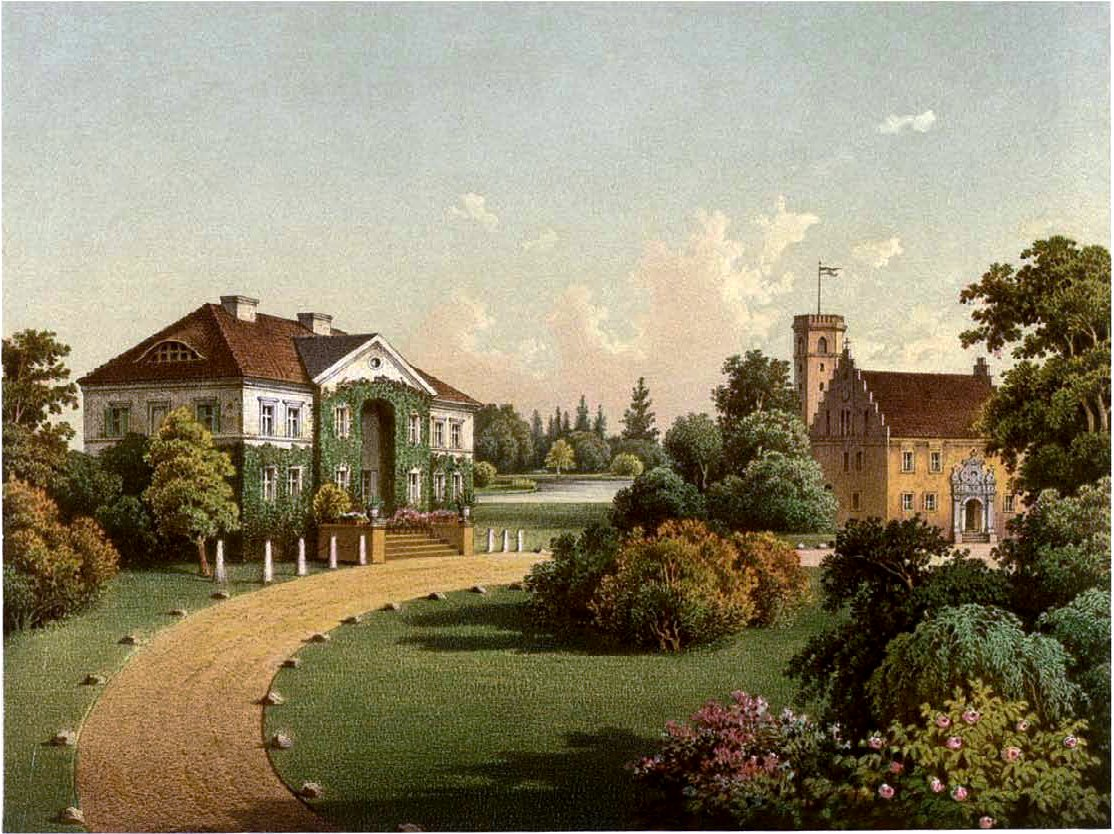
Усадьба Грохолин

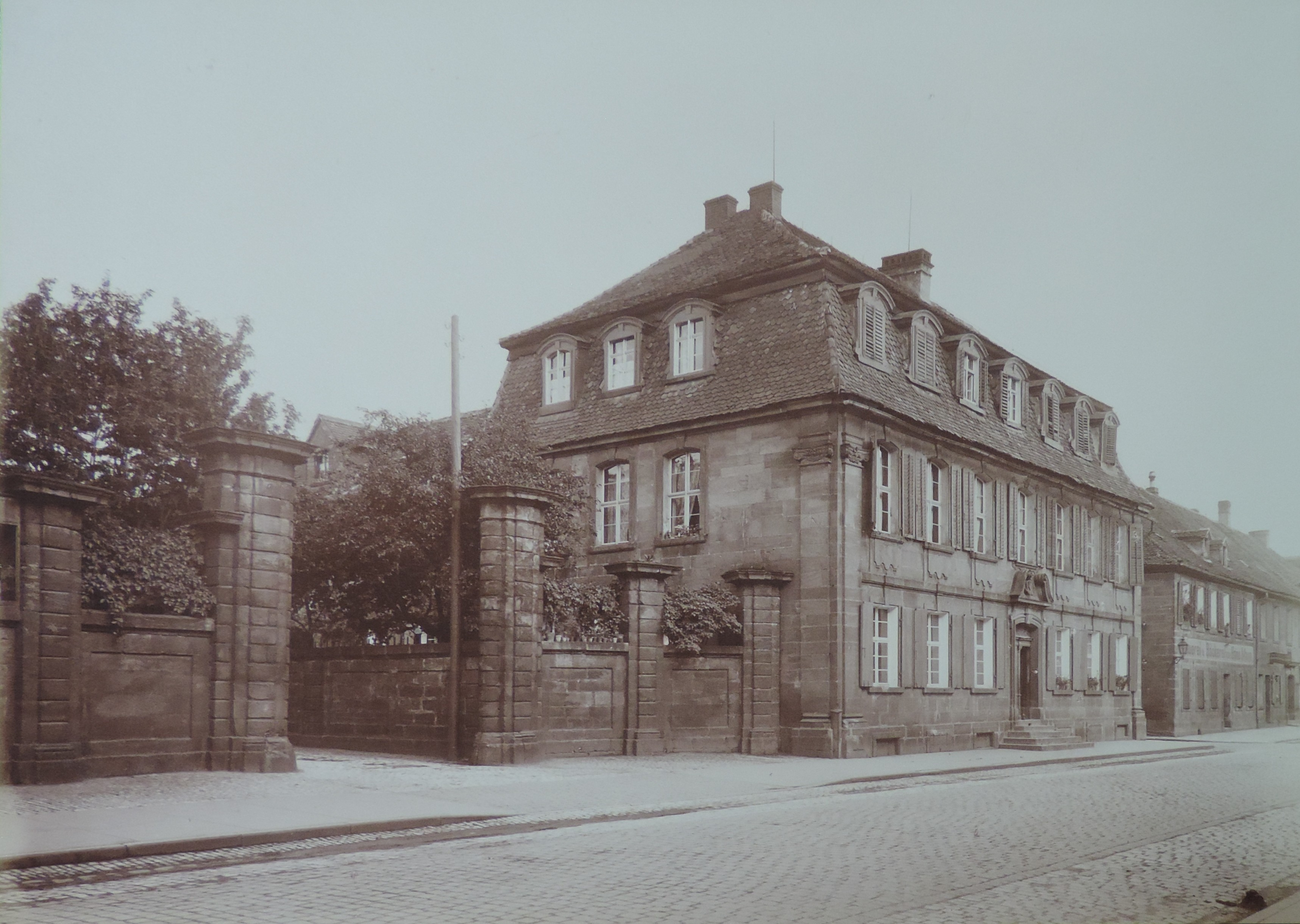
Дворец в Байройте

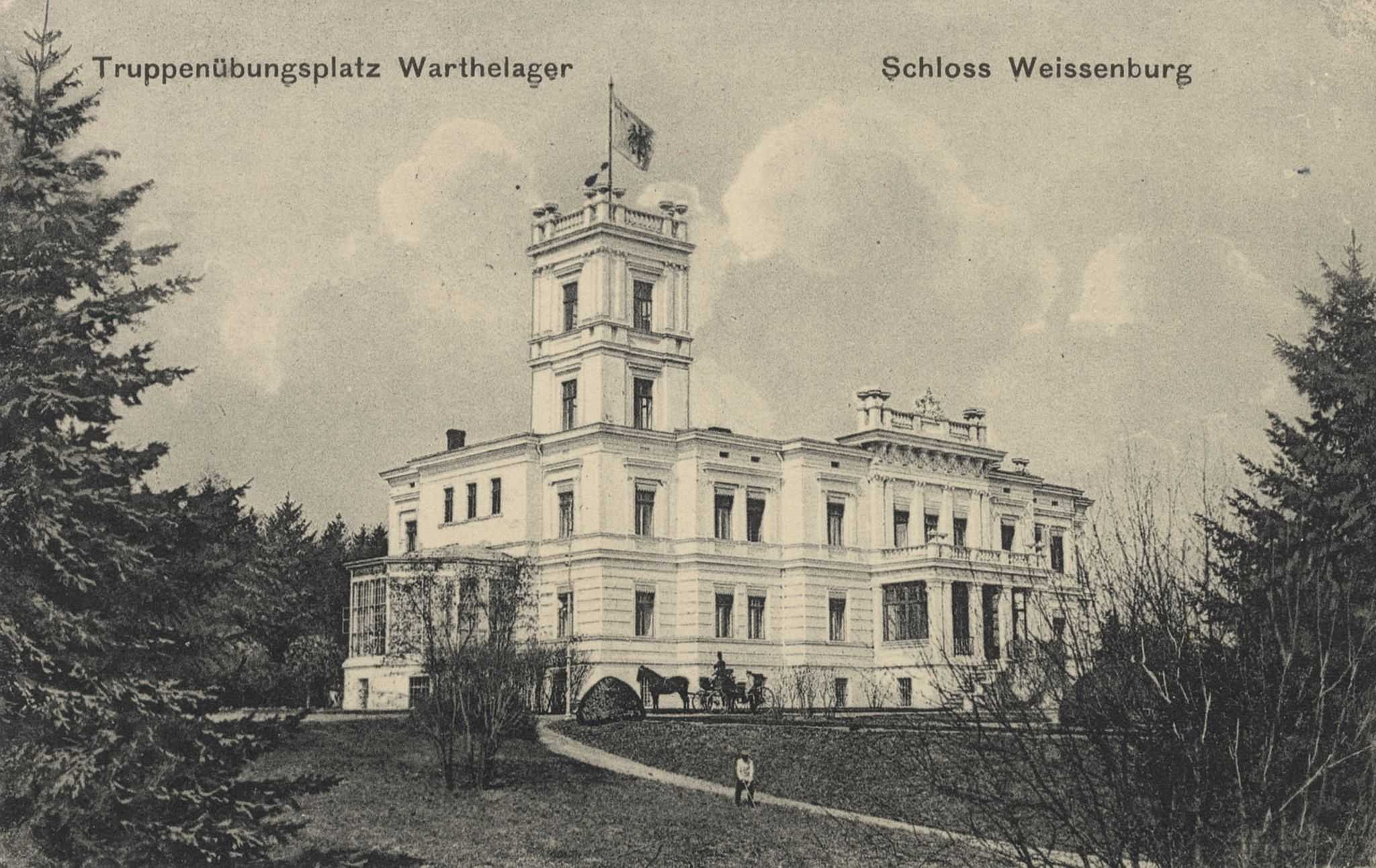
Дворец Вайсенбург

Одно только перечисление ленов, находивших в средние века в фамильном владении фон Тресков даёт представление о значении и распространённости этого рода: кроме уже упомянутых Буккова, Ратенова и Шлагентина к ним относились: Милов, Нойермарк, Кёнигсборн, Ферхель (нем. Ferchel), Бютцер (нем. Bützer), Грютц (нем. Grütz), Менц (нем. Menz), Вустервиц, Мангельсдорф (нем. Mangelsdorf) и другие. Позднее к ним были присоединены Дёльциг (нем. Dölzig), Хаммер (нем. Hammer), Бланкенфельде (нем. Blankenfelde), Ведель (нем. Wedell), Шмарфендорф (нем. Schmarfendorf), Шёнфлиссхес Гехеге (нем. Schönfliessches Gehege), Нидербаумгартен (нем. Niederbaumgarten) и Хоэнпетерсдорф (нем. Hohenpetersdorf).
Не менее обширны были имения жалованных дворян фон Тресков:
Берлин
- дворец Фридрихсфельде — в собственности с 1816 по 1945 год[39]
- дома по Фридрихштрассе, 140—147, и прилегающим к ней улицам (сейчас здесь среди прочего находится одноименный вокзал), а также в районе будущего Чекпойнт Чарли (1780—1822) — во владении фон Тресков был и доставшийся им по наследству огромный дом с более чем 100 залами и комнатами, в котором снимали квартиры историк Иоганн Мюллер, архитектор Генрих Генц, учёный Александр фон Гумбольдт, философ Иоганн Готлиб Фихте, писательница Беттина фон Арним, композитор Карл Фридрих Цельтер и другие известные берлинцы того времени.[40] Все эти дома были проданы при переезде хозяев в выстроенный дворец Овинск.[40]
- ипподром в Карлсхорсте (1854—1893) (эксплуатируется и поныне) — первые лошадиные бега были проведены здесь уже в 1854 году[41]
- колония вилл в Карлсхорсте (1891—1945) (ныне часть одноимённого района) — начиная с 1891 года в этой местности был возведён целый жилой квартал, известный своей архитектурой и парками[42]
- земли в Рансдорфе и Вильгельмхагене (нем. Rahnsdorf und Wilhelmshagen) (1850—1891) (ныне в составе округа Трептов-Кёпеник)[43]

Бранденбург
- имение и дворец Дальвиц (нем. Dahlwitz) (1850—1945) (существуют и поныне, отреставрированы) — расположенный на участке в 1,5 тыс. гектаров господский дом показался новым владельцам недостаточно просторным и на его месте в 1856 году была выстроена вилла с характерной башней, выполненная в итальянском стиле[44]
- ипподром в Хоппегартене (1866—1874) (эксплуатируется и поныне) — был открыт в мае 1868 года королём Пруссии Вильгельмом I и прусским министром-президентом фон Бисмарком[45]
- имение Каде (нем. Kade) в Гентине (1812—1872) (существует и поныне)[46]
- имение Альтенплатов (нем. Altenplathow) в Гентине (1911—1918) (существует и поныне, перестроено)[47]
- имение Вайсагк (нем. Weißagk) в Лаузице (1856—1945) (более не существует из-за открытого там в 1985 году угольного разреза) — участок в 860 гектаров с господским домом, перестроенным в 1864 году под потребности новых хозяев[48]
- имение Клинге (нем. Klinge) возле Котбуса (1914—1918) (также поглощено угольным разрезом) — участок в 210 гектаров, граничивший с имением Вайсагк[49]
- имение Гижин (или Гизенбрюгге, пол. Giżyn, нем. Giesenbrügge) (1897—1926) — участок в 915 гектаров с парком и господским домом (позднее снесён)[50]

Позен
- имение и дворец Овинск (нем. Owinsk) (1797—1945) (существуют и поныне, частично отреставрированы) — дворец Овинск был сооружён при участии архитектора Карла Шинкеля в 1804—1806 годах на приобретённых Зигмундом фон Тресков после второго раздела Польши 12 тыс. гектарах земли[51]. Для финансирования строительства заказчику пришлось оформить ипотеку на 100 тысяч талеров, часть которой предоставил Вильгельм фон Гумбольдт[51]. В оформлении дворцового парка кроме Шинкеля был задействован и известный садовый художник Петер Ленне[51].
- имение и дворец Радоево (или Раден, пол. Radojewo, нем. Raden) (1797—1945) (существуют и поныне) — дворец Радоево был сооружён архитектором из Кольберга Эрнстом Конрадом Петерсоном (нем. Ernst Konrad Peterson) в 1799—1800 годах на приобретённом Зигмундом фон Тресков участке в 760 гектаров[52].
- имение Хлудово (или Труппенфельд, пол. Chludowo, нем. Truppenfeld) (1797—1909, 1914—1922) (существует и поныне, перестроено) — господский дом был сооружён в 1875 году в стиле «Прекрасной эпохи»[53]
- имение и дворец Бедруско (или Вайсенбург, пол. Biedrusko, нем. Weissenburg) (1797—1900) (существуют и поныне, отреставрированы, используются в качестве отеля) —  дворец Бедруско был сооружён в 1877—1880 годах в стиле эклектика на участке в 4,3 тыс. гектаров[54]
- имение Болехово (или Бернау, пол. Bolechowo, нем. Bernau)) (1797—1873) (существует и поныне, перестроено) — господский дом был сооружён в 1861 году на участке в 970 гектаров[55]
- имение Верцонка (или Вальдхоф, пол. Wierzonka, нем. Waldhof) (1797—1945) (существует и поныне, перестроено) — господский дом был сооружён в 1830 году на участке в 1402 гектара[56]
- земли в Будзишево (или Бушдорфе, пол. Budzischewo, нем. Buschdorf) (1878—1900) — использовались для сельско-хозяйственного производства, чтобы покрыть убытки усадьбы Бедруско[57]
- имение Нешава (или Нишава, пол. Nieszawa, нем. Nieschawa) (1879—1933) (существует и поныне, не используется) — площадь: 620 гектаров[58]
- имение Мораско (или Нордхайм, пол. Morasko, нем. Nordheim) (1857—1900)  (существует и поныне, частично используется как монастырь) — в 1887 году рядом с уже существовавшим барочным господским домом был пристоен ещё один, выполненный в стиле эклектика[59]
- имение и дворец Стрыково (или Эрензе, пол. Strykowo, нем. Ährensee) (1900—1945) (существуют и поныне, отреставрированы, используются в качестве отеля) — дворец Стрыково был сооружён  в 1900 году в стиле неоготика[60]
- имение Врончин (или Кревинкель, пол. Wronczyn, нем. Krähwinkel) (1850—1880) (существует и поныне, не используется) — площадь: 950 гектаров[61]
- имение Лехлин (пол. Lechlin) (1891—1899) (существует и поныне, отреставрировано) — было продано вскоре после его приобретения из-за наступившего аграрного кризиса[62]
- имение Грохолин (или Юргенсбург, пол. Grocholin, нем. Jürgensburg) (1836—1945) (существует и поныне, отреставрировано) — на землях площадью 1330 гектаров было организовано крупное производство, включавшее сельско-хозяйственные постройки, винокуренный и кирпичный заводы[63]
- имение Новы Двор (или Нойхаус, пол. Nowy Dwor, нем. Neuhaus) (1828—1893) — господский дом, построенный в 1860 году, сохранился лишь частично[64]

Царство Польское
- имение Ходово (пол. Chodowo) возле Кутно (1836—1897) (существует и поныне, отреставрировано) — в конце 1850-х годов построен новый двухэтажный господский дом, однако позже земли пришлось продать из-за их нерентабельности[65]
- имение Стшельце (пол. Strzelce) (1796—1924) (существует и поныне, используется как здание управления одной из аграрных фирм) — на участке в 950 гектаров были выстроены господский дом и первая сахарная фабрика в Царстве Польском; имение общей площадью 4,2 тыс. гектаров было продано за треть его рыночной цены, поскольку новые польские власти стремились перевести всю крупную земельную собственность в руки поляков[66]
- имение Доманиково (пол. Domanikowo) (1857—1891) — на участке в 250 гектаров был выстроен сохранившийся и поныне господский дом, практически идентичный расположенному на граничившими с Доманиково землями Стшельце (в настоящее время стоимость поместья оценивается в 2 млн. евро)[67]
- имение Закшево (пол. Zakrzewo) в 40 км южнее Люблина (1846—1872) — при продаже поместья, использовавшегося в сельско-хозяйственных целях, его управляющий был найден мёртвым, а подозрение в убийстве пало на его владельца, Рудольфа фон Тресков (нем. Rudolph von Treskow), который поначалу был приговорён к ссылке в Сибирь, затем к десяти годам каторги, но впоследствии помилован под обязательство навсегда покинуть Россию[68].

Кроме того в собственности рода были имения в Мекленбурге, на Узедоме, в Силезии , во французской комунне Анмас, в Верхней Австрии и многие другие.
Все поместья, которыми владели фон Тресков к концу второй мировой войны и которые оказались на территории будущих ГДР и Польши, были конфискованы, а их хозяева вынуждены были искать себе новое пристанище. Последний владелец Фридрихсфельде — Сигизмунд фон Тресков, в мае 1945 года выставленный из его дворца с одним чемоданом в руках — скончался всего несколько дней спустя в простом садовом домике: в послевоенном Берлине для больного диабетом старика было невозможно достать инсулин. Интерьер дворцов нередко становился объектом репараций: только из Фридрихсфельде в Москву было вывезены более тысячи книг из семейной библиотеки, 27 полотен различных мастеров живописи (в том числе четыре картины Карла Шинкеля), гравюры, мебель, посуда, серебро общим весом в несколько тонн.

## Тресковы в искусстве и на географических картах

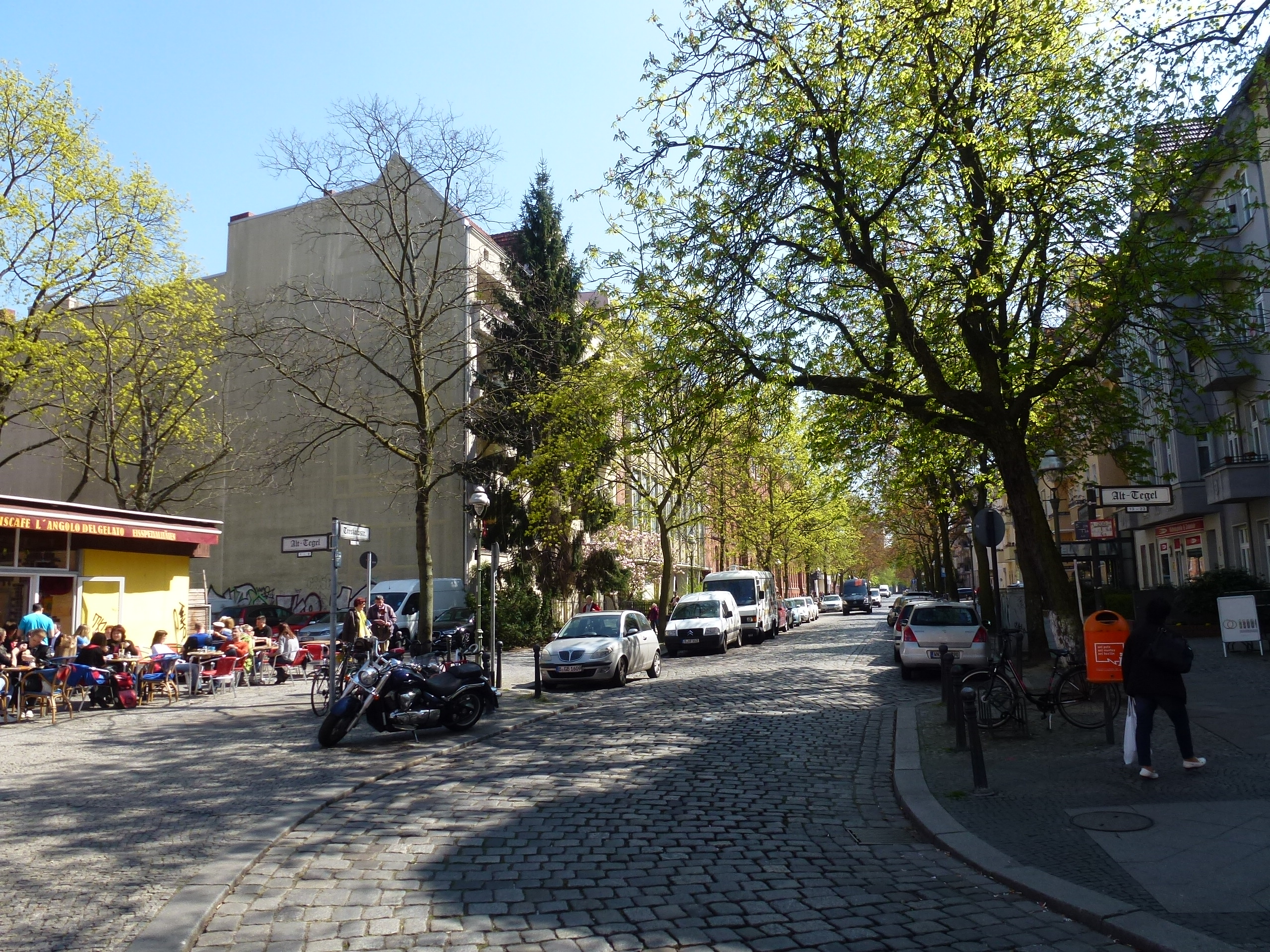
Улица Трескова в Тегеле

Уже в начале XX века в честь рода фон Тресков было названо девять улиц в Берлине и Бранденбурге, а большинство из них до сих сохранила пор эти имена. Многие города в Германии (Франкфурт-на-Майне, Ганновер, Киль, Магдебург, Потсдам и другие) увековечили память Хеннинга фон Трескова — одной из центральных фигур антинацистского движения в стране. Не только военные казармы, жилой комплекс, мост через Шпрее, деревенская церковь и начальная школа входят в перечень объектов, связанных с фамилией Тресков, но и целый столичный район Карлсхорст, обязанный своим названием Карлу фон Трескову, некогда заложившего здесь первое поселение.
Нередки случаи упоминания фамилии Тресков и искусстве: начиная от идеи Теодора Фонтане представить в своих произведениях реально живших представителей этого рода или художественных персонажей, в которых легко угадывался тот или иной член этого семейства (примером чему может служить лейтенант фон Тресков из выпущенного в 1985 году фильма «Моренга»), вплоть до собирательных образов подобно герою известных в ГДР комиксов майору Трескову, олицетворявшему собою многочисленные прусские стереотипы.